# Громача
42°43′ пн. ш. 18°01′ сх. д. / 42.72° пн. ш. 18.01° сх. д.
Громача (хорв. Gromača) — населений пункт у Хорватії, у Дубровницько-Неретванській жупанії у складі міста Дубровник.

## Населення
Населення за даними перепису 2011 року становило 146 осіб.
Динаміка чисельності населення поселення: